# Sh2-51
Sh2-51 è una nebulosa a emissione visibile nella costellazione del Sagittario.
Si individua con estrema difficoltà nella parte settentrionale della costellazione, nei pressi del confine con lo Scudo; si estende per 35 minuti d'arco in direzione di un ricchissimo campo stellare della Via Lattea. Il periodo più indicato per la sua osservazione nel cielo serale ricade fra giugno e novembre; trovandosi a una declinazione di 16°S, la sua osservazione è leggermente facilitata dall'emisfero australe.
Si tratta di un sottilissimo ed esile filamento nebuloso orientato in senso nordest-sudovest, di difficile individuazione; è un oggetto molto poco studiato e la sua distanza è ignota. Si estende a una latitudine galattica piuttosto elevata in un'area di cielo priva di altre regioni nebulose.